# Carcharodon
Carcharodon – rodzaj ryb chrzęstnoszkieletowe z rodziny lamnowatych (Lamnidae). 
Jedynym, współcześnie żyjącym przedstawicielem jest żarłacz biały. Do rodzaju Carcharodon należy też kilka gatunków kopalnych, m.in. Carcharodon nodai, C. angustidens czy C. plicatilis. Przypuszczalnie również niektóre gatunki klasyfikowane w rodzajach Isurus lub Cosmopolitodus powinny być zaliczane do Carcharodon.
Rodzaj ten w stanie kopalnym znany jest z bardzo niekompletnych szczątków, głównie zębów (dochodzą do 6 cm wysokości) i rzadziej kręgów, toteż przynależność poszczególnych skamieniałości do danego rodzaju budzi często kontrowersje. Tradycyjnie uważano, że Carcharodon występuje od miocenu (stanowisko dolnomioceńskie jest niepewne, bardziej pewne są stanowiska górnomioceńskie), jednak pod koniec XX na początku XXI w. ukazały się publikacje o znacznie starszych skamieniałościach tego rodzaju z osadów eocenu i oligocenu. Skamieniałości tego taksonu występują kosmopolitycznie na wszystkich kontynentach, z wyjątkiem Antarktydy (brak też doniesień z Australii, ale są z Nowej Zelandii).